# L'Immacolata (Caltanissetta)
L'Immacolata di Caltanissetta è una scultura in legno, il suo manto è totalmente in argento, così come la raggiera e la corona. In origine possedeva anche un drappeggio dorato. L'opera fu scolpita dal valente scultore licatese Antonio Lacerda nel 1760 su commissione del parroco Antonio Morillo Galletti. Custodita all'interno della Cattedrale di Caltanissetta, sfila ancora oggi in processione.

## Storia
La statua della Beata Vergine, che tutt'oggi sfila elegantissima in processione, è opera dello scultore licatese Antonio Lacerda. Essa fu commissionata dal parroco Antonio Morillo Galletti nel 1760 per sostituire la già presente scultura della Vergine poiché non amata dal popolo, complice l'uso dell'argento che coprivano viso e mani. La raggiera con stellario posta dietro il capo della Vergine è un'opera commissionata a Napoli dal parroco Michele Marrocco nel 1858. La statua che ad oggi esce in processione è leggermente diversa dall'originale poiché il drappeggio e fiori che ornava la statua andò perso nel 1986 in seguito ad un oltraggio perpetrato sull'opera: infatti, la notte tra il 20 e il 21 novembre di quell'anno, alcuni ignoti si introdussero all'interno della cattedrale e raschiarono le lamine argentee del Lacerda. La statua andò in processione nel dicembre del 1986 così come fu lasciata dai deturpatori.

## Descrizione e stile
È un'opera che prende spunto dalla consueta iconografia che ritrae Maria Vergine con le mani giunte e il viso leggermente rivolto verso l'alto. La statua venne rivestita, come la precedente, con una veste in argento e fiori a sbalzo dorati, opera dell'orafo Giacomo Glorioso. Il viso e le mani però furono dipinti e non rivestiti dal metallo come nella precedente opera. La statua presenta anche due immagini tratte dal libro della Genesi: un serpente che viene schiacciato dalla Vergine e una mezzaluna. La scultura presenta uno stile palesemente ispirato alla scuola messinese poiché tale immagine veniva raffigurata con le mani quasi giunte, criterio che invece non adoperavano gli scultori palermitani. Il simulacro evidenzia delle caratteristiche della donna siciliana del tempo, quali il viso paffuto, l'altezza modesta e l'acconciatura molto in voga nel XVIII secolo.